# Joshua Dike
Joshua Dike, né le 25 août 2004 à Johannesburg, est un coureur cycliste sud-africain. Il participe à des compétitions sur route et sur piste.

## Biographie
Joshua Dike pratique le vélo depuis son plus jeune âge. Il commence à s'entraîner sérieusement en 2019. Dans les catégories de jeunes, il expérimente le VTT, le cyclisme sur route, et le cyclisme sur piste. Sélectionné en équipe nationale, il devient notamment triple champion d'Afrique junior en 2022, dans l'américaine, la poursuite par équipes et l'élimination. Il obtient par ailleurs diverses médailles aux championnats nationaux. Grâce à ses performances, il participe à deux reprises aux championnts du monde sur piste juniors. 
En 2024, il est sacré quadruple champion d'Afrique du Sud sur piste chez les élites. La même année, il se classe troisième du championnat d'Afrique du contre-la-montre espoirs. Il tente aussi sa chance en Europe en intégrant un club basé à Tenerife. Avec cette formation, il court durant quelques mois sur le territoire espagnol. Il finit notamment deuxième d'une épreuve amateur disputée à Fortuna.

## Palmarès sur piste

### Championnats d'Afrique
- Abuja 2022
  -  Médaillé d'or de l'américaine juniors
  -  Médaillé d'or de la poursuite par équipes juniors
  -  Médaillé d'or de l'élimination juniors
  -  Médaillé d'argent de la course aux points juniors

### Championnats nationaux
- 2021
  - 2e du championnat d'Afrique du Sud de l'omnium juniors
- 2022
  - 2e du championnat d'Afrique du Sud de course aux points juniors
  - 2e du championnat d'Afrique du Sud du scratch juniors
  - 3e du championnat d'Afrique du Sud de poursuite juniors
- 2023
  - 2e du championnat d'Afrique du Sud de poursuite
  - 2e du championnat d'Afrique du Sud de poursuite par équipes
  - 2e du championnat d'Afrique du Sud de course aux points
- 2024
  -  Champion d'Afrique du Sud de poursuite
  -  Champion d'Afrique du Sud de l'américaine (avec Matthew Lester)
  -  Champion d'Afrique du Sud de course aux points
  -  Champion d'Afrique du Sud de l'élimination
  - 2e du championnat d'Afrique du Sud du scratch

## Palmarès sur route

### Par année
- 2022
  - Champion du Gauteng du contre-la-montre juniors
  - 2e du championnat d'Afrique du Sud du contre-la-montre juniors
- 2024
  - 2e du Gran Premio Villa de Fortuna
  -  Médaillé de bronze du championnat d'Afrique du contre-la-montre espoirs
- 2025
  - 2e du championnat du Gauteng du contre-la-montre espoirs
  - 2e du championnat d'Afrique du Sud du contre-la-montre espoirs

### Classements mondiaux
| Année           | 2024 |
| --------------- | ---- |
| UCI Africa Tour | 119e |